# Morioka
Morioka är residensstad i Iwate prefektur i Japan. Folkmängden uppgår till cirka 300 000 invånare. Staden grundades 1597 av Nobunao. 2008 
fick staden status som kärnstad (japanska: 中核市?, Chūkakushi) enligt lagen om lokalt självstyre.
Staden var värd för Alpina skid-VM 1993.

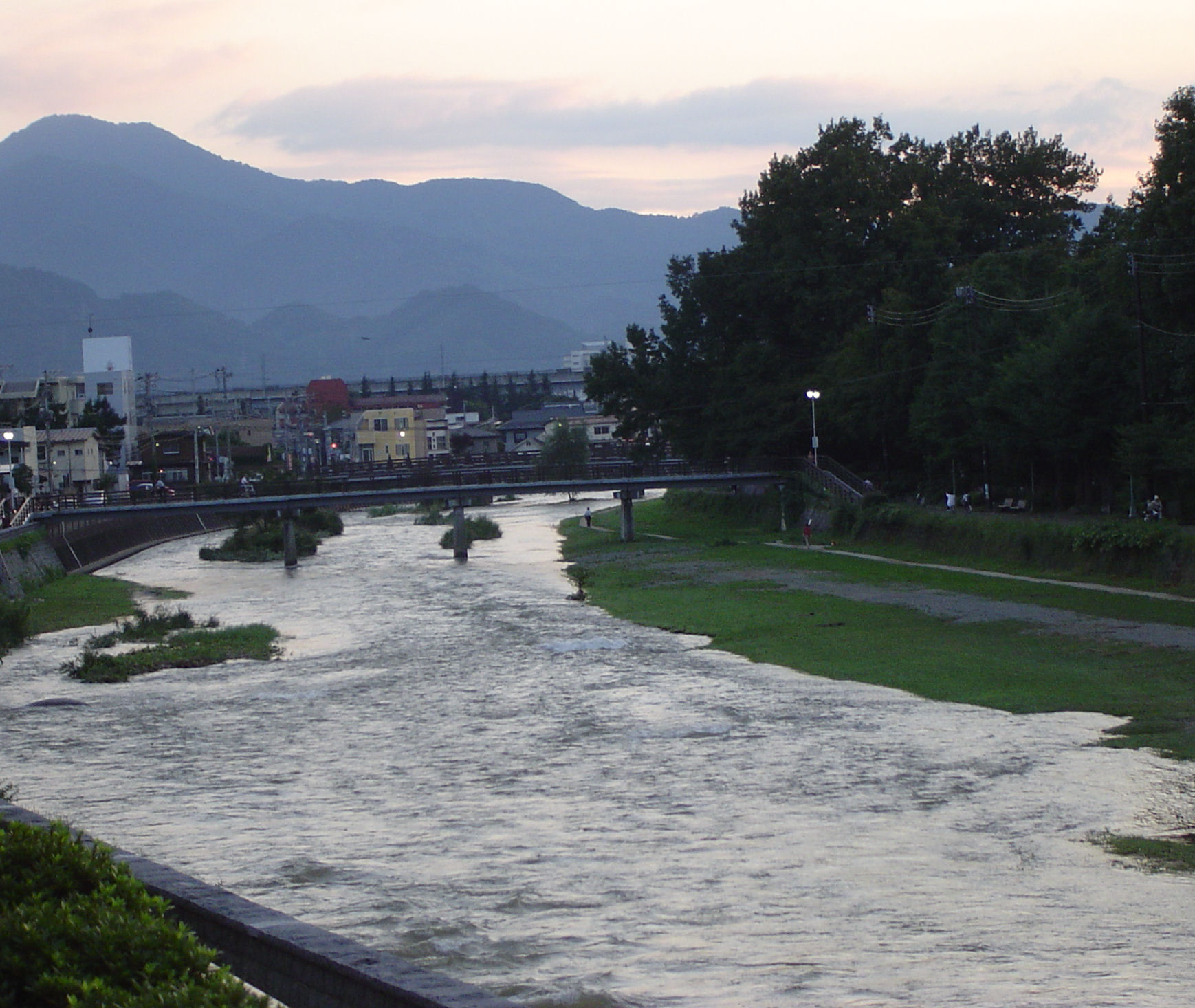
Floden Kitakami rinner genom staden.

## Geografi
Morioka är belägen vid sammanflödet av de tre floderna Kitakami, Shizukuishi och Nakatsu.

## Kommunikationer
Moriokas station trafikeras av Tohoku Shinkansen. Det var från början slutstation, men 1997 byggdes smalspåret västerut till Akita om för genomgående trafik med Shinkansen, Akita Shinkansen. 2002 förlängdes Tohoku Shinkansen norrut till Hachinohe.